# Overlærer
Overlærer er en historisk stillingsbetegnelse, der har haft forskellige betydninger.
Titlen overlærer var senest en stillingsbetegnelse, som en folkeskolelærer automatisk fik tildelt efter at have opnået en vis anciennitet, fra 18 år og ned til senest otte år i fast stilling. Stillingsbetegnelsen ændrede ikke på en lærers opgaver, men medførte kun oprykning til et højere løntrin.
Indtil 1946 anvendtes betegnelsen overlærer om en skoleleder på en folkeskole, og efterfølgende kom titlen skoleinspektør i brug. På landet var betegnelsen førstelærer.
I perioden 1809-1919 betegnede overlærer i gymnasieskolen en lektor. I 1919 ændredes stillingsbetegnelsen, så alle overlærerne nu blev lektorer. Stillingsbetegnelsen forud for 'overlærer' var adjunkt.